# Karl Kubinsky
Karl Kubinsky, auch Carl Kubinzky (* 3. August 1837 in Prag; † 11. Oktober 1889 in München), war ein deutsch-tschechischer Landschaftsmaler der Düsseldorfer und Münchner Schule.

## Leben
Kubinsky, Sohn des Textilunternehmers und Stadtverordneten Moritz Kubinzky (~1809–1859) und dessen Ehefrau Karoline, geborene Pick (1817–1842), Neffe des Textilunternehmers Friedrich von Kubinzky, bildete sich als Privatschüler unter Hans Fredrik Gude und Albert Flamm in Düsseldorf sowie unter Eduard Schleich und Adolf Heinrich Lier in München zum Landschaftsmaler aus. Mitglied des Düsseldorfer Künstlervereins Malkasten war er in der Zeit von 1862/1862 bis 1864/1865. Kubinsky ließ sich in München nieder. In seinem dortigen Atelier war der ungarische Maler Árpád Feszty sein Schüler. Kubinsky stellte im Münchner Glaspalast und im Münchner Kunstverein aus.